# Julius Rosemann
Julius Rosemann (* 8. November 1878 in Essen; † 4. Mai 1933 in Hamm) war ein deutscher Politiker (SPD; USPD).

## Leben und Wirken
Nach dem Besuch der Volksschule verdiente Rosemann seinen Lebensunterhalt als Bergarbeiter. Um 1895 trat er in die Sozialdemokratische Partei Deutschlands (SPD) ein. 1905 heiratete er.
Während des Ersten Weltkrieges verließ Rosemann die SPD, um sich der Unabhängigen Sozialdemokratischen Partei Deutschlands anzuschließen (USPD). Von Juni 1920 bis zum Mai 1924 saß er für diese als Abgeordneter im ersten Reichstag der Weimarer Republik, in dem er den Wahlkreis 25 (Düsseldorf-Ost) vertrat. In den folgenden Jahren arbeitete Rosemann als Gewerkschaftsangestellter in Hamm.
Nach der „Machtergreifung“ der Nationalsozialisten im Frühjahr 1933 wurde Rosemann am 2. Mai verhaftet. Nach schweren Misshandlungen nahm er sich am 4. Mai im Hammer Gefängnis das Leben. Eine zeitgenössische Quelle behauptet demgegenüber, Rosemann sei in der Haft erschossen worden.

## Gedenken

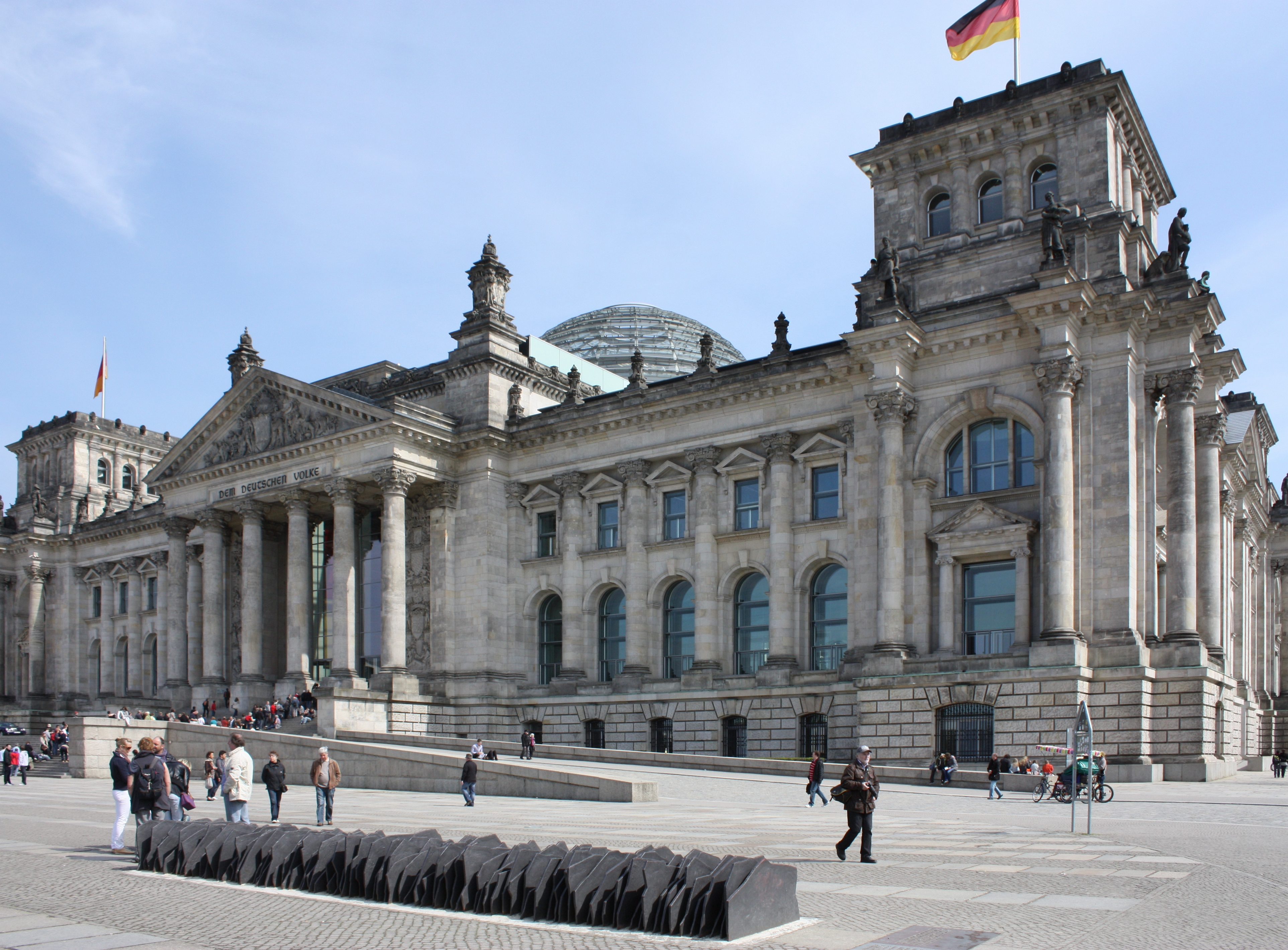
Gedenktafeln am Reichstag

Seit 1992 erinnert in Berlin in der Nähe des Reichstags eine der 96 Gedenktafeln für von den Nationalsozialisten ermordete Reichstagsabgeordnete an Rosemann.

## Schriften
- Die Sechsstundenschicht im Bergbau. Referat und Korreferat auf der außerordentlichen Generalversammlung in Bochum, s.l.e.a. [Bochum 1920]. (mit Otto Hue)